# 高原咖啡
高原咖啡（Highlands Coffee）是越南的连锁咖啡店及咖啡产销商，由越南裔美国人戴维·蔡（David Thai）于1998年在河内创立，为越南首家由越侨所有的私人企业。截至2018年，高原咖啡在越南共有230家门店。

## 历史
20世纪80年代末至90年代初，越裔美国人戴维·蔡见证星巴克从其家乡西雅图崛起而成为跨国大公司，受此启发于1998年在越南河内创立高原咖啡。高原咖啡成为越南首家由越侨注册成立的私人公司。2000年，高原咖啡改制为股份公司，同样是越南首家越侨股份公司。
高原咖啡起初仅生产袋装咖啡，分销至超市、酒店、餐厅和咖啡店。在2002年，高原咖啡决定在胡志明市圣母堂设立其首间门店。此后高原咖啡的门店在越南各地扩张，到2009年有80家门店，分布在河内市、胡志明市、海防市、岘港市、頭頓市和同奈省。
2012年，菲律宾跨国食品公司快乐蜂以2,500万美元购得高原咖啡的一半股份。
2022年12月，有报道称快乐蜂已将其所持高原咖啡10-15%的股份出售予未披露的投资人。